# Bogdašić (Tomislavgrad)
Pour les articles homonymes, voir Bogdašić.
Bogdašić (en cyrillique : Богдашић) est un village de Bosnie-Herzégovine. Il est situé dans la municipalité de Tomislavgrad, dans le canton 10 de la fédération de Bosnie-et-Herzégovine. Selon les premiers résultats du recensement bosnien de 2013, il compte 352 habitants.

## Géographie

Situation du village

Le village est situé au nord du Val-de-Šuica dans la zone au bord de la petite plaine nommée Poljé de Bogdašić (en croate: Bogdaško polje) et sur la colline (localement appelée Brig ou Bogdaški brig) qui s'élève vers l'ouest au-dessus de cette plaine au bord de la rivière Šuica. C’est là que se trouve la zone habitée. A l'est du village est situé un hameau appelé Gluščevine.
Au nord du territoire du village à la frontière avec la municipalité de Kupres se trouvent deux falaises (Veliki Stržanj et Mali Stržanj) sous lesquelles se trouve la source de la rivière Šuica qui s'écoule vers le sud et creuse son cours entre les collines.

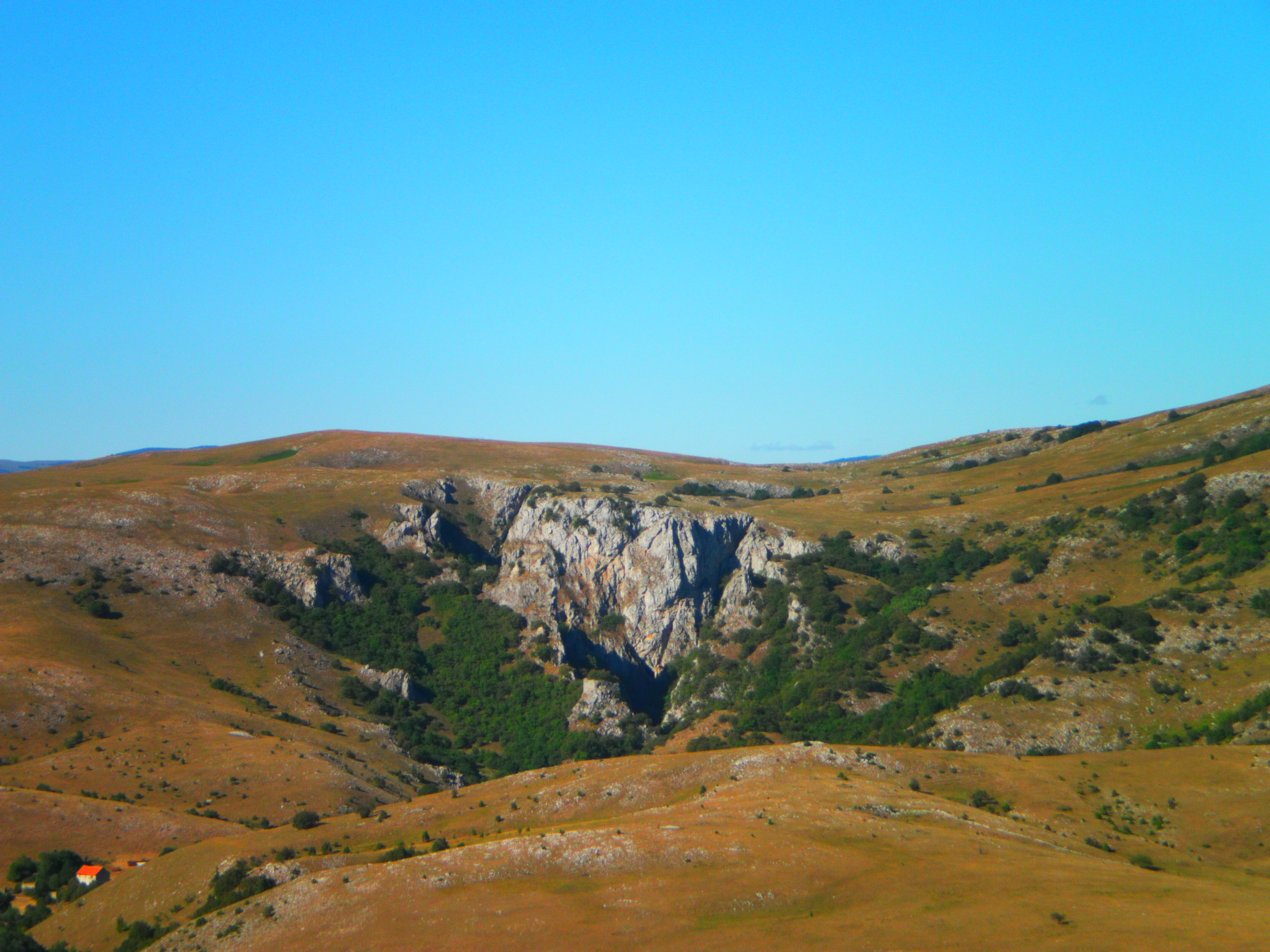
Veliki Stržanj
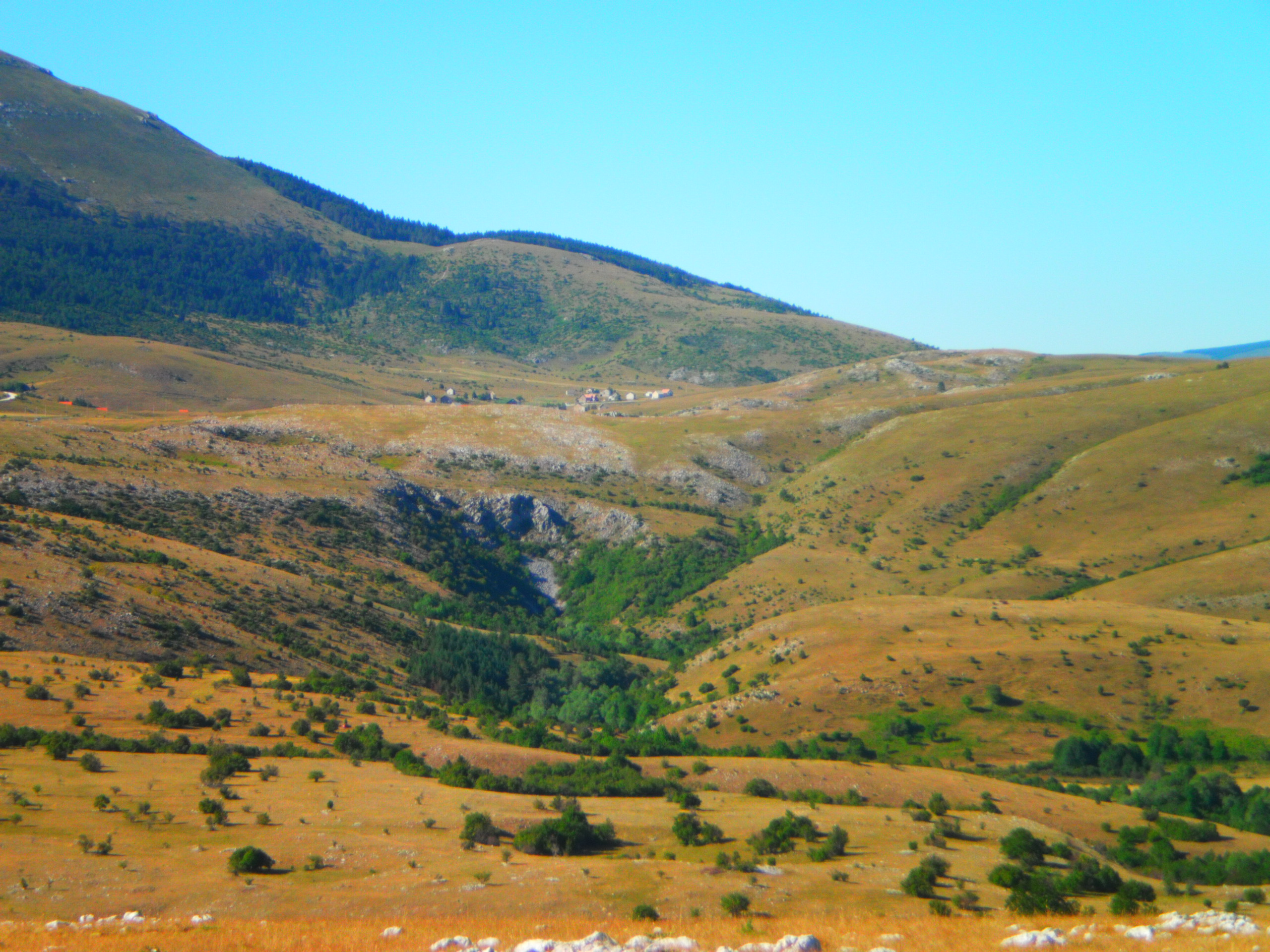
Mali Stržanj
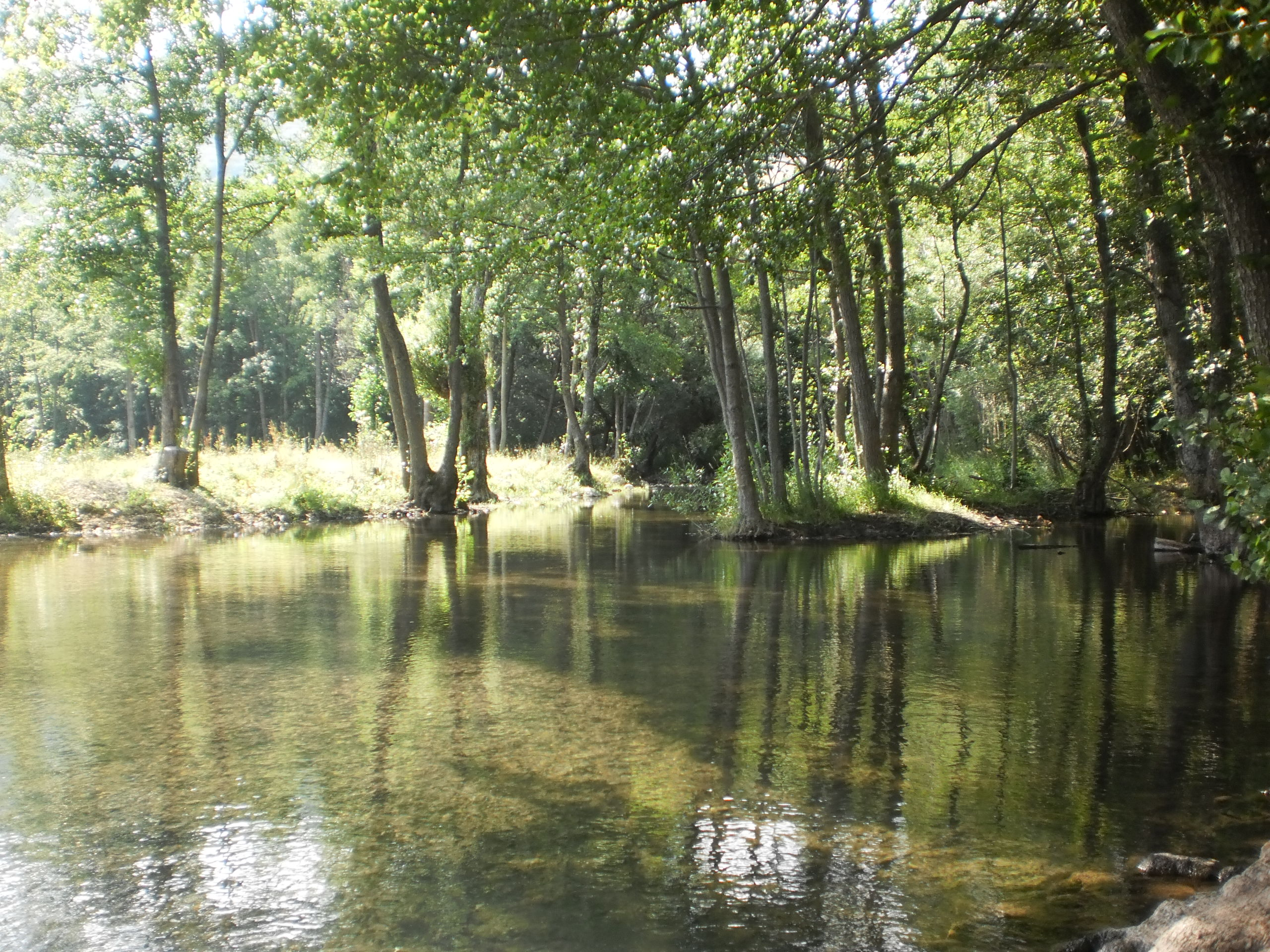
Rivière Šuica coule à l'ouest et au sud du village

## Histoire

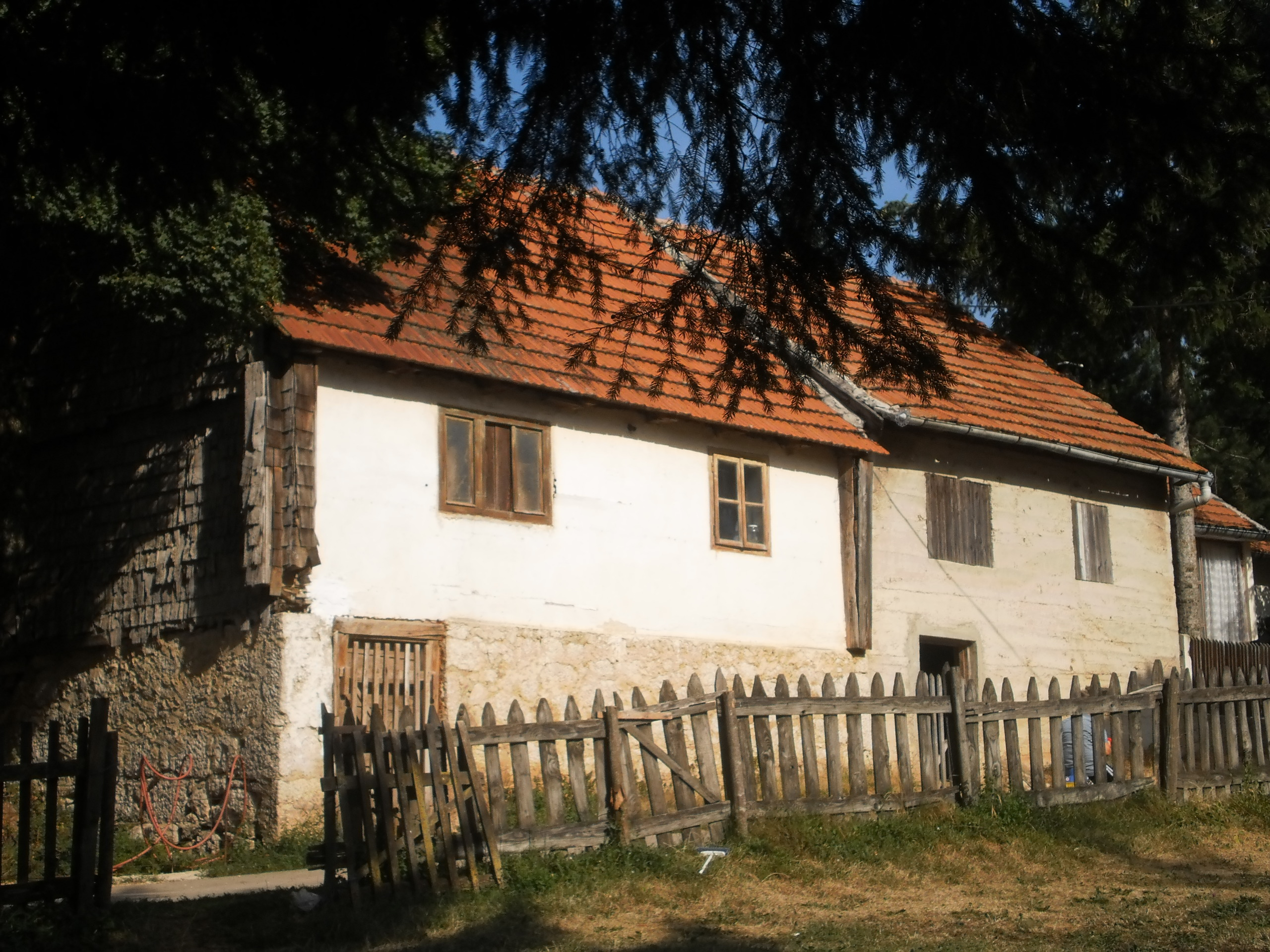
Maisons anciennes à Bogdašić

Les indices archéologiques permettent à ce jour d'attester d'une occupation humaine sur le territoire de village à l'époque illyro-romaine. Avant l'occupation romaine, la région était habitée entre autres par la tribu des Dalmates, dont le centre était Tomislavgrad, 16km au sud de Bogdašić.
Les contours de une voie romaine sont encore visible dans certains endroits au nord et à l'est du village. Elle reliait Salona, la capitale de la province de Dalmatie, et Servitium, l'agglomération romaine dans la province de Pannonie. Sur les rochers sous la falaise de Veliki Stržanj, se trouvait une petite fortification qui servait de poste de garde et qui restait active pendant le moyen âge. Cet endroit est l'un des emplacements possibles de l'ancienne Stridon, qui ne peut toujours pas être surement localisé. Stridon est le lieu de naissance de Saint-Jérôme.
Le schématisme de la province franciscaine d'Herzégovine en 1867 a noté que sur la zone appelée Šujica, il y avait un village de Bogdašić avec 108 habitants.

## Démographie

### Évolution historique de la population dans la localité
| 1867 | 1948 | 1953 | 1961 | 1971 | 1981 | 1991 | 2013 |
| ---- | ---- | ---- | ---- | ---- | ---- | ---- | ---- |
| 108  | -    | -    | 478  | 542  | 420  | 404  | 352  |

|  |

### Répartition de la population par nationalités (1991)
En 1991, les 404 habitants du village étaient tous croates.

## Monuments
Le sommet de Mala Rajkovača qui s'élève vers l'nord au-dessus du village est couronné d'une croix représentant la victoire des forces croates en 1992 qui ont reussi à arrêter l'Armée populaire yougoslave et les forces serbes qui voulaient pénétrer la côte dalmate. Il commémore aussi les morts lors de la guerre de Bosnie-Herzégovine. Les mots « Za krst časni i slobodu zlatnu » (Pour la croix vénérable et pour la liberté la plus précieuse) sont inscrits sous la croix.